# Národní florbalová liga mužů
Národní florbalová liga mužů je třetí nejvyšší mužská florbalová soutěž v Česku.

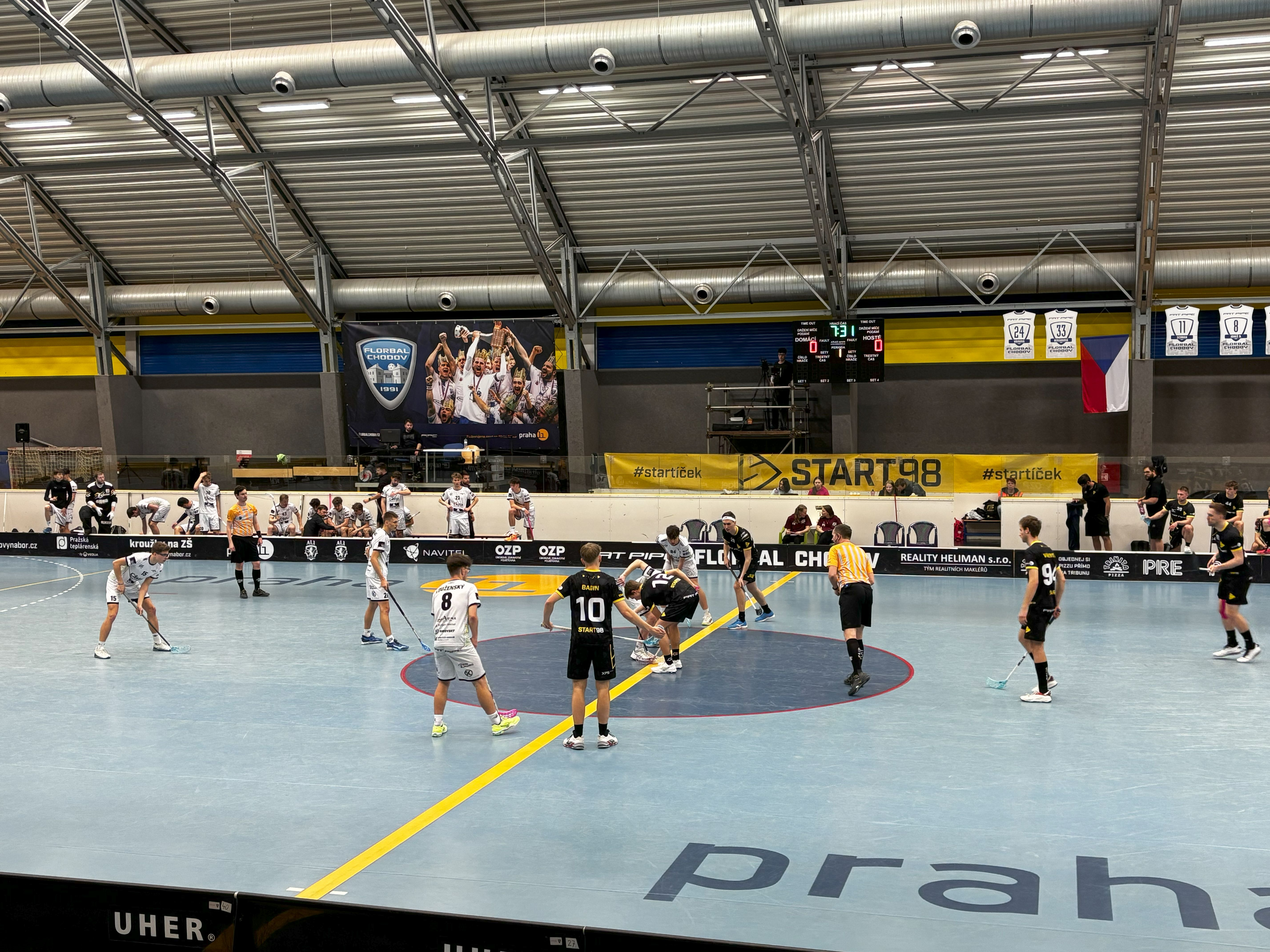
Finále skupiny Západ FbC Písek – Start98 v sezóně 2024/2025

## Systém soutěže
Národní liga je rozdělena na dvě skupiny, Západ a Východ. V každé skupině hraje 12 týmů. Jejich příslušnost do skupin se upravuje v jednotlivých sezónách podle aktuálního složení soutěže.
V základní části, která se koná přibližně od září do února, se všechny týmy v každé skupině dvakrát utkají každý s každým (celkem 22 kol). Za vítězství získává tým tři body, za vítězství v prodloužení dva body a za prohru v prodloužení jeden bod.
Po skončení základní části postupuje prvních osm týmů z každé skupiny do samostatných play-off o postup do 1. ligy, které začínají většinou v březnu a vrcholí v dubnu. Jednotlivá kola play-off se hrají na tři vítězné zápasy. První tři týmy si postupně zvolí soupeře pro čtvrtfinále z druhé čtveřice. V semifinále se soupeř již nevolí. Hrají proti sobě vítězové čtvrtfinálových sérií, ve kterých hrály týmy umístěné na prvním a čtvrtém a na druhém a třetím místě v základní části. Vítězové finále obou skupin postupují do 1. ligy. Poražení finalisté hrají baráž na tři vítězné zápasy s poraženými týmy play-down 1. ligy.
Poslední čtyři týmy každé skupiny hrají play-down o sestup. Série na čtyři vítězné zápasy hrají proti sobě týmy na 9. a 12. místě a 10. a 11. místě. Vítězové hrají baráž na tři vítězné zápasy proti poraženým třetího kola play-up Divize. Poražení sestupují přímo do Divize a jsou nahrazeni vítězi play-up Divize. Do Národní ligy nemohou postoupit rezervní týmy oddílů, které již hrají některou ze třech nejvyšších soutěží. Tyto týmy se neúčastní play-up Divize.

## Historie soutěže
Soutěž vznikla v roce 2014, společně s Divizí, vložením mezi 1. ligu a 2. ligu. První ročník hrály týmy které v sezóně 2013/2014 sestoupily z 1. ligy (Paskov Saurians a FBC Vikings Kopřivnice). Ty byly doplněné nejlépe umístěnými týmy 2. ligy, tedy týmy do šestého až sedmého místa ve svých divizích. Výjimkou byly týmy, které postoupily do 1. ligy (S.K. P.E.M.A. Opava a Black Angels). Dále nemohly postoupit B týmy oddílů, které hrály vyšší soutěže (TJ Sokol Královské Vinohrady a Mladá Boleslav), ty po této změně mohou hrát až čtvrtou soutěž (Divizi).

## Týmy soutěže
Týmy v sezóně 2025/2026:

### Skupina Západ
- ATT Gorily Plzeň
- Black Angels (Praha)
- FAT PIPE Start98 (Praha)
- FBC Draci Říčany
- FBC Štíři Č. Budějovice
- FBC VHST Kutná Hora (Kutná Hora)
- Floorball Club FALCON (Brandýs nad Labem-Stará Boleslav)
- Florbal Děčín (Děčín)
- Florbal TJ Kobylisy (Praha)
- Panthers Praha
- T.B.C. Králův Dvůr (Králův Dvůr)
- Wizards SO Praha 10 (Praha)

### Skupina Východ
- FBC Intevo Třinec
- FBC Letka Toman Finance Group (Štěpánkovice)
- FBC Přerov
- FBK Atlas Blansko
- Florbal Litomyšl (Litomyšl)
- Florbal Primátor Náchod
- Hornets Brno ZŠ Horní (Brno)
- Spartak Pelhřimov
- TJ Sokol Jaroměř
- Troopers (Brno)
- Z.F.K. Petrovice
- Zlín Lions (Zlín)